# Useful Island
Useful Island (englisch für Nützliche Insel, in Argentinien gleichbedeutend Isla Util) ist eine Insel vor der Danco-Küste des Grahamlands im Norden der Antarktischen Halbinsel. In der Gerlache-Straße liegt sie 3 km westlich der Rongé-Insel und ist von dieser durch eine Reihe von Klippenfelsen getrennt. Unmittelbar östlich von ihr liegt Useless Island.
Teilnehmer der Belgica-Expedition (1897–1899) unter der Leitung des belgischen Polarforschers Adrien de Gerlache de Gomery entdeckten sie. Die Benennung geht auf Wissenschaftler der britischen Discovery Investigations zurück, die 1927 Vermessungen in diesem Gebiet vornahmen. Wahrscheinlich spiegelt die Benennung die Bedeutung der Insel für die damaligen Walfänger wider.